# JCSAT-15
O JCSAT-15 é um satélite de comunicação geoestacionário japonês construído pela Space Systems/Loral (SS/L) que está localizado na posição orbital de 110 graus de longitude leste e é operado pela SKY Perfect JSAT Corporation. O satélite foi baseado na plataforma SSL-1300 e sua expectativa de vida útil é de 15 anos.

## História
O operador de satélites baseado no Japão, a SKY Perfect JSAT Corporation, selecionou a Space Systems/Loral (SS/L) em abril de 2014 para a construção do satélite de comunicações JCSAT-15.
O satélite é um comsat totalmente em banda Ku, sendo substituto do envelhecido satélite JCSAT-110 (N-Sat 110) que está localizado na posição orbital de 110 de longitude leste, para proporcionar transmissões de televisão para o serviço de televisão por assinatura.
O JCSAT-15 é baseado na plataforma de satélite altamente confiável SSL-1300 que proporciona a flexibilidade para uma ampla gama de aplicações e os avanços da tecnologia. O satélite foi projetado para oferecer o serviço por 15 anos ou mais.

## Lançamento
O satélite foi lançado com sucesso ao espaço em 21 de dezembro de 2016, às 20:30 UTC, por meio de um veículo Ariane 5 ECA, a partir do Centro Espacial de Kourou, na Guiana Francesa, juntamente com o satélite StarOne D1. Ele tinha uma massa de lançamento de 3.400 kg.